# Пломяни
Пломяни (пол. Płomiany, нім. Plomen) — село в Польщі, у гміні Добжинь-над-Віслою Ліпновського повіту Куявсько-Поморського воєводства.
Населення — 372 особи (2011).
У 1975-1998 роках село належало до Влоцлавського воєводства.

## Демографія
Демографічна структура станом на 31 березня 2011 року:
|          | Загалом | Допрацездатний вік | Працездатний вік | Постпрацездатний вік |
| -------- | ------- | ------------------ | ---------------- | -------------------- |
| Чоловіки | 184     | 46                 | 124              | 14                   |
| Жінки    | 188     | 41                 | 105              | 42                   |
| Разом    | 372     | 87                 | 229              | 56                   |